# 車台番号
車台番号（しゃだいばんごう）とは、原動機付自転車と自動車の車台部分に打刻される、車両に固有の識別番号である。非公式には車体番号やフレームナンバーとも呼ばれる。

## 概要
車台番号は、車両の製造者より、車両の全長、全高、全幅、最低地上高、フレーム様式等の届出を受け、国土交通大臣が個別の車両に1つずつ与える番号であり、道路運送車両法により車両への打刻が義務付けられている。車台番号は製造者あるいは運輸支局等以外は打刻してはならないことが道路運送車両法に定められており、打刻の様式も同大臣に届け出なければならない。また、移植（車両aの番号を車両bの物に変えること）や改竄(かいざん。「1」を「4」に、「5」を「6」に打ち変えたりすること)は道路運送車両法違反として処罰される（これを防ぐためにフォントは基本的に改竄しにくい書体が選ばれる）。
原動機付自転車や自動車の届出または登録の際に必要で、申請書に車台番号の記載がないものは受理されない。法規上の手続き以外にも、自動車保険の契約申し込みの際に提示が求められる。また、製品情報としてリコール対象の確認や保用部品の品番確認に用いられる場合や、盗難などの犯罪捜査の手掛かりとして利用される場合もある。
数桁から十数桁の英文字やアラビア数字で表記されることが多く、日本のメーカーが生産・販売する日本国内向け車両の場合は型式に続けてハイフンと5ケタから7ケタの製造番号を組み合わせて表すことが多い。例えば、「SX31-9000001」と表記されている場合は、SX31が車両の型式で、ハイフンの後は製造番号である。自動車登録番号などは使用の本拠の位置の変更などと共に変更される場合があるのに対して、車台番号は原則的に車両が解体されるまで変わることがない。例外的に、職権打刻が行われる際には車台番号は変更される。
法規で定められている刻印は、トラックなどのようにフレームが独立した車体構造を持つものではフレームに、乗用車などのようなモノコック構造の場合はその中核となる部材に、軽度の衝突などでたやすく損傷を受けない部分に打刻される。例えば、セダン型でモノコック構造の乗用車ではエンジンルーム内の、車室との隔壁(バルクヘッド)にある場合が多い。オートバイの場合はメインフレームに打刻される。具体的にはハンドルステムの基部などにある場合が多い。また、車検証や軽自動車届出済証、標識交付証明書のほか、車体に恒久的に取り付けられている銘板にも記載されている。
日本以外のメーカーが生産する輸入車の場合は1981年以降、ISO規格に準拠した17桁から構成される車両識別番号が車台番号として登録される場合が大半である。一部の車両に関しては構造部材に直接打刻されずに、リベットなどで取り付けられたプレートに記載されている。日本のメーカーが生産する海外輸出向け車両に関しても車両識別番号が適用されている。

## 職権打刻
組立車や試作車、型式不明として登録される輸入車など、ごく少数のみが販売される自動車（オートバイも含む）は運輸支局等で職権により車台番号の打刻を受ける。また、盗難などで車台番号の打刻部分に改竄や切削を受けた場合や、事故などでフレーム交換を行った場合の再打刻にも職権打刻が行われるが、フレーム交換許可申請書で申請し、元の車台番号を運輸支局等で塗抹し、フレーム交換許可書の交付を受けたうえでフレームの交換、職権打刻という流れでおこなう。フレーム交換許可申請には、新しいフレームの販売証明書が必要であり、交通事故によるフレーム交換許可申請の場合、交通事故証明書が必要である。現在は、あらかじめレーザーにより打刻が施された金属プレートを貼付する方式が採られているが、平成21年6月30日以前は刻印ポンチを用いて手作業で刻み込む方法がとられていた（現在もプレートが貼り付ける場所がないようなものには打刻ポンチを用いて打刻を行っている）。